# Endstation für neun

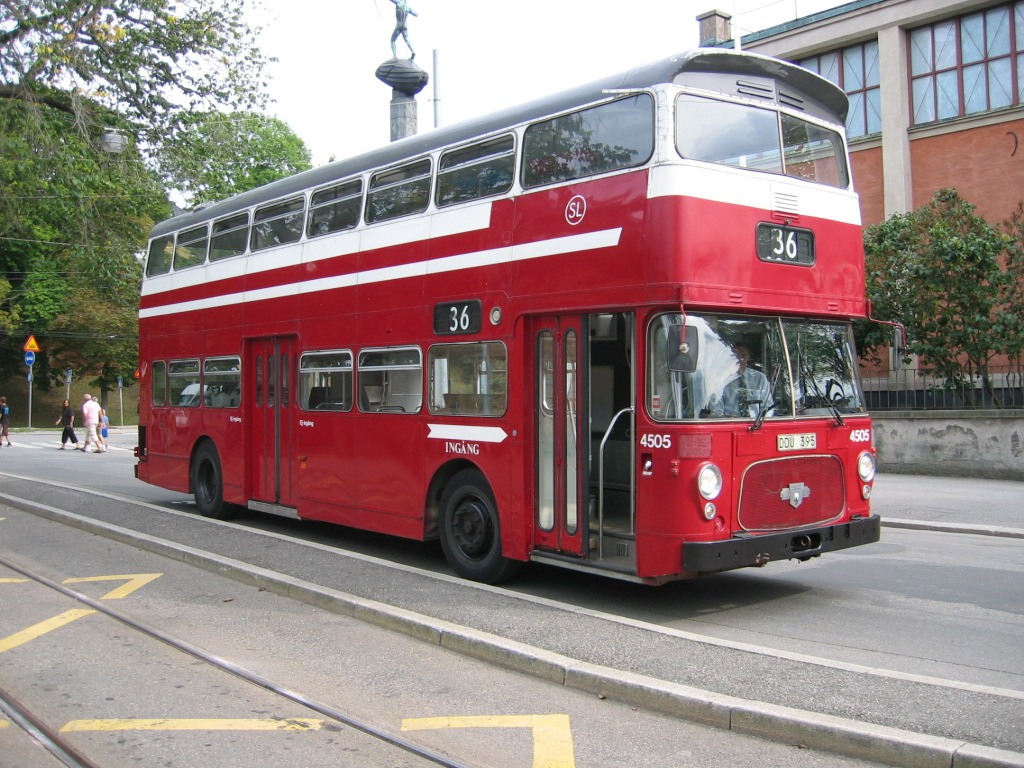
Tatort: Ein Stockholmer Leyland-Doppeldeckerbus

Der Kriminalroman Endstation für neun (schwedischer Originaltitel: Den skrattande Polisen) ist der vierte Band der von dem schwedischen Autorenpaar Maj Sjöwall und Per Wahlöö verfassten zehnbändigen Krimi-Reihe Roman om ett brott (Roman über ein Verbrechen) mit Kommissar Martin Beck. Die schwedische Erstauflage des Buches erschien 1968, die deutsche in der BR Deutschland bei Rowohlt 1971, in der DDR (unter dem Titel Der lachende Polizist) 1973. Der Roman wurde 1971 in der Kategorie „Bester Roman“ mit dem Edgar Allan Poe Award ausgezeichnet.

## Titel
Die wörtliche Übersetzung des schwedischen Originaltitels ist Der lachende Polizist und geht auf einen 1922 erschienenen Song gleichen Namens von Charles Penrose zurück. Im Verlauf der Geschichte erhält Kommissar Martin Beck von seiner Tochter eine Schallplatte mit diesem Lied geschenkt, das er nicht sonderlich lustig findet. Erst als der Fall aufgeklärt ist, kann er darüber lachen.

## Inhalt
Kurz vor der Endstation prallt ein Stockholmer Linienbus gegen einen Zaun, doch der Fahrer und acht seiner Fahrgäste haben davon nichts mehr gemerkt: Ein unbekannter Passagier hat fast alle anderen Insassen mit einer Maschinenpistole getötet. Es gibt zunächst zwar einen Überlebenden, doch dieser liegt schwer verletzt im Koma. Bis auf den jungen Kriminalbeamten Stenström und den Busfahrer lassen sich die Toten nur mühsam identifizieren. Es wird in alle Richtungen ermittelt. Auch der Überlebende stirbt nach einigen Tagen, kann vor seinem Tod aber noch ein paar kaum verständliche Worte sagen. Es stellt sich heraus, dass sich Stenström – ohne Kollegen oder Vorgesetzte darüber zu informieren – mit einem ungelösten, lange zurückliegenden Mordfall befasst hatte und tatsächlich kurz vor der Lösung stand. Da Stenströms Aufzeichnungen nicht gefunden werden, können Martin Beck und seine Kollegen erst in mühsamer und langwieriger Kleinarbeit nicht nur diesen früheren Mord, sondern auch das Attentat im Bus aufklären und den Täter verhaften.

## Verfilmung
Die Geschichte wurde 1973 von Stuart Rosenberg unter dem Titel Massenmord in San Francisco (Originaltitel: The Laughing Policeman) verfilmt. Die Hauptrollen hatten Walter Matthau (Kommissar Jake Martin), Bruce Dern (Detective Leo Larsen) und Louis Gossett Jr. (Detective James Larrimore). Die Handlung wurde nach San Francisco verlegt, doch der Kern der Handlung entspricht der Romanvorlage. Der Film endet mit einer Verfolgungsjagd.